# Configuración (Apple)
Configuración (en inglés: Settings) es una aplicación incluida con el sistema operativo iOS que permite al usuario cambiar la configuración. La configuración controla muchas características de un iPhone u otro producto de Apple. Actualmente está includio en iOS, CarPlay, iPadOS, MacOS, TvOS y WatchOS.

## Recepción
Ben Lovejoy de 9to5Mac criticó la forma en que ciertas configuraciones están disponibles solo en la aplicación Configuración, mientras que otras configuraciones están disponibles en aplicaciones individuales.